# Municipio de Steele (Arkansas)
El municipio de Steele (en inglés: Steele Township) es un municipio ubicado en el condado de Conway en el estado estadounidense de Arkansas. En el año 2010 tenía una población de 439 habitantes y una densidad poblacional de 9,43 personas por km².

## Geografía
El municipio de Steele se encuentra ubicado en las coordenadas 35°13′33″N 92°36′27″O / 35.22583, -92.60750. Según la Oficina del Censo de los Estados Unidos, el municipio tiene una superficie total de 46.54 km², de la cual 46,49 km² corresponden a tierra firme y (0,12 %) 0,05 km² es agua.

## Demografía
Según el censo de 2010, había 439 personas residiendo en el municipio de Steele. La densidad de población era de 9,43 hab./km². De los 439 habitantes, el municipio de Steele estaba compuesto por el 88,38 % blancos, el 6,38 % eran afroamericanos, el 0,23 % eran amerindios, el 2,73 % eran de otras razas y el 2,28 % eran de una mezcla de razas. Del total de la población el 3,42 % eran hispanos o latinos de cualquier raza.